# كلب يعرف كل شيء
كلب يعرف كل شيء (بالكورية: 개소리) هو مسلسل تلفزيوني كوري جنوبي، من بطولة لي سون جاي، كيم يونج جون، يي سو جونغ، ايم تشاي-مو، سونغ اوك-سوك، عرض على قناة كي بي إس 2 في 25 سبتمبر الى أكتوبر 2024، تم بثه يومي الأربعاء والخميس بتوقيت 9:50 (KST).

## ملخص
دراما كوميدية ظرفية تدور أحداثها حول أصدقاء من كبار السن وكلب بوليسي سابق يدعى صوفي.

## طاقم

- لي سون جاي[3]
- كيم يونج جون[4]
- يي سو جونغ[4]
- ايم تشاي مو[4]
- سونغ أوك-سوك[4]
- بارك سونغ وونغ في دور لي جي دونج[5]
- يونوو في دور هونغ تشو وون[5]
- لي سو كيونغ في دور كيم سي كيونغ[5]
- تاي هانغ هو في دور يوك دونغ جو[5]

## المشاهدات
| الموسم | الموسم | رقم الحلقة | رقم الحلقة | رقم الحلقة | رقم الحلقة | رقم الحلقة | رقم الحلقة | رقم الحلقة | رقم الحلقة | رقم الحلقة | رقم الحلقة | رقم الحلقة | رقم الحلقة  | المتوسط     |
| الموسم | الموسم | 1          | 2          | 3          | 4          | 5          | 6          | 7          | 8          | 9          | 10         | 11         | 12          | المتوسط     |
| ------ | ------ | ---------- | ---------- | ---------- | ---------- | ---------- | ---------- | ---------- | ---------- | ---------- | ---------- | ---------- | ----------- | ----------- |
|        | 1      | 709        | 658        | 599        | غ/م        | 648        | 772        | 685        | 685        | 588        | 684        | 543        | ستُعلن لاحقًا | ستُعلن لاحقًا |

| الحلقات | تاريخ البث     | تقييمات نيلسن كوريا | تقييمات نيلسن كوريا |
| الحلقات | تاريخ البث     | على الصعيد الوطني   | سيئول               |
| ------- | -------------- | ------------------- | ------------------- |
| 1       | 25 سبتمبر 2024 | 4.2%                | 4.0%                |
| 2       | 26 سبتمبر 2024 | 4.1%                | 3.8%                |
| 3       | 2 اكتوبر 2024  | 3.5%                | 3.2%                |
| 4       | 3 اكتوبر 2024  | 3.7%                | 3.4%                |
| 5       | 9 أكتوبر 2024  | 4.0%                | 3.6%                |
| 6       | 10 أكتوبر 2024 | 4.6%                | 3.9%                |
| 7       | 16 أكتوبر 2024 | 3.9%                | 3.3%                |
| 8       | 17 أكتوبر 2024 | 4.3%                | 3.7%                |
| 9       | 23 أكتوبر 2024 | 3.8%                | 3.6%                |
| 10      | 24 أكتوبر 2024 | 4.4%                | 3.8%                |
| 11      | 30 أكتوبر 2024 | 3.3%                | 2.8%                |
| 12      | 31 أكتوبر 2024 |                     |                     |
| متوسط   |                |                     |                     |

## روابط خارجية
- الموقع الرسمي
 (بالكورية)
- الكلب يعرف كل شيء على موقع IMDb (الإنجليزية)
- كلب يعرف كل شيء على هانسينما